# Анасон
Анасонът (Pimpinella anisum) е едногодишно тревисто културно растение с изправено цилиндрично стъбло. Долните листа са закръглени, сърцевидни, едро назъбени, с дълги дръжки. Средните са плитко триделни. Горните са сложни – двойно до тройно перести, нарязани, почти приседнали. Цветовете са бели, дребни, разположени в 8 – 12 лъчни сенници. Тичинките са 5. Плодчетата са с яйцевидна или с крушовидна форма, покрити с власинки.
Анасонът е от семейството на целината и магданоза – Сенникови (Apiaceae).
Листата му се използват за подправяне на салати, а семената – в сладкарството.
Вкусът му е сладникав, има приятен аромат. Семето съдържа главно тлъсто масло и белтъци и затова няма аромат.
Етеричното масло и анетолът се употребяват предимно за приготовяне на напитки, най-вече ликьори. Капнато върху хартия, етеричното масло прогонва насекомите.
Плодовете се употребяват и за ароматизиране на чай от билки.
Дрогата улеснява отхрачването при остри и хронични възпаления на дихателните пътища, засилва стомашната
екскреция и тази на жлъчния мехур и премахва спазмите при хроничен гастрит, жлъчна дискенезия и жлъчнокаменна
болест. Поради болкоуспокояващото си действие дрогата се предписва при колики в стомаха и червата при метеоризъм.
Етеричното масло действа пикочогонно и затова има добър ефект при възпаление, пясък и камъни в бъбреците
и пикочния мехур. Маслото засилва кръвооросяването на кожата.
| №  | Държава                    | Количество   | %     |
| -- | -------------------------- | ------------ | ----- |
| 1  | Индия                      | 1 823 000    | 67,57 |
| 2  | Турция                     | 332 310      | 12,32 |
| 3  | Мексико                    | 132 914      | 4,93  |
| 4  | Русия                      | 90 062,60    | 3,34  |
| 5  | Сирия                      | 68 098,30    | 2,52  |
| 6  | Иран                       | 60 172,45    | 2,23  |
| 7  | Китай                      | 51 258,30    | 1,9   |
| 8  | Египет                     | 28 877,19    | 1,07  |
| 9  | Мароко                     | 27 772,05    | 1,03  |
| 10 | Афганистан                 | 19 398,07    | 0,72  |
| 11 | Виетнам                    | 16 632,82    | 0,62  |
| 12 | Канада                     | 12 154,79    | 0,45  |
| 13 | Тунис                      | 11 234,09    | 0,42  |
| 14 | Аржентина                  | 7 035,19     | 0,26  |
| 15 | Етиопия                    | 4 856,38     | 0,18  |
| 16 | Украйна                    | 3 710        | 0,14  |
| 17 | Гватемала                  | 2 027,55     | 0,08  |
| 18 | Северна Македония          | 1 658,71     | 0,06  |
| 19 | Танзания                   | 1 317,29     | 0,05  |
| 20 | Австралия                  | 1 155,97     | 0,04  |
|    | Общо световно производство | 2 698 095,59 | 100   |

### Разпространение в България
Анасон се среща на различни места в страната. Откриван е в поречието на Осъм (Ловеч и село Бутово).